# Maeil Business Newspaper
Maeil Business Newspaper (кор. 매일경제신문, ханча: 每日經濟新聞, дослівно: Щоденна економічна газета) — провідна щоденна ділова газета Південної Кореї. Видавничим президентом є корейський бізнесмен і політик Чан Де Хван.
Перший випуск газети вийшов 24 березня 1966 року. У ньому було 12 сторінок.
Видавнича компанія Maekyung Media Group, засновником якої є Чан Де Хван, проводить щорічний Всесвітній форум знань (World Knowledge Forum), метою якого є сприяння збалансованому глобальному зростанню та процвітанню через обмін знаннями.

## Громадянська позиція
Вважається, що Maeil Business Newspapers є більш схильною до консерватизму. Особливо, коли основні південнокорейські ЗМІ розділяються на консервативних і ліберально-прогресивних, газета класифікує себе як консервативні ЗМІ.